# Monster Movie
Monster Movie er debutalbummet af den vesttyske krautrockgruppe Can. Albummet blev udgivet den 16. august 1969.
Gruppens oprindelige forsanger Malcolm Mooney sang på albummet, men forlod bandet kort efter. Han vendte først tilbage til gruppen i 1989, da han var forsanger på bandet sidste album Rite Time.

## Spor
Alle sange skrevet og komponeret af Holger Czukay, Michael Karoli, Jaki Liebezeit, Irmin Schmidt og Malcolm Mooney. 
| 1. | "Father Cannot Yell"     | 7:06 |
| 2. | "Mary, Mary So Contrary" | 6:22 |
| 3. | "Outside My Door"        | 4:11 |

| Side 2 | Side 2          | Side 2 | Side 2 | Side 2 | Side 2 | Side 2 | Side 2 | Side 2 | Side 2 |
| #      | Titel           | Længde |        |        |        |        |        |        |        |
| ------ | --------------- | ------ | ------ | ------ | ------ | ------ | ------ | ------ | ------ |
| 1.     | "Yoo Doo Right" | 20:27  |        |        |        |        |        |        |        |
| 38:06  |                 |        |        |        |        |        |        |        |        |

## Musikere
- Malcolm Mooney – sang, harmonika
- Holger Czukay – basguitar
- Michael Karoli – guitar
- Jaki Liebezeit – trommer
- Irmin Schmidt – keyboard